# Exosoma nigritulum
Exosoma nigritulum is een keversoort uit de familie bladkevers (Chrysomelidae). De wetenschappelijke naam van de soort werd in 1879 gepubliceerd door Félicien Chapuis.